# Parafia Przemienienia Pańskiego i Najświętszej Maryi Panny Królowej Polski w Somoninie
Parafia Przemienienia Pańskiego i Najświętszej Maryi Panny Królowej Polski w Somoninie – rzymskokatolicka parafia w Somoninie. Należy do dekanatu kartuskiego znajdującego się w diecezji pelplińskiej. Erygowana w 1983 roku. Jej proboszczem jest ks. Piotr Kardas.

## Obszar parafii
Do parafii należą wsie: Sławki, Somonino.